# Myriopholis albiventer
Myriopholis albiventer — вид змій родини струнких сліпунів (Leptotyphlopidae). Мешкає в Західній Африці.

## Поширення і екологія
Myriopholis albiventer відомі з кількох місцевостей, розташованих в Гвінеї-Бісау, в області Сікассо на півдні Малі та на півночі Кот-д'Івуару, зокрема в околицях міста Феркеседугу та в районі національного парку Комое. Вважається. що вони поширені в зоні саван від Сенегалу і Гвінеї-Бісау через Гвінею і Малі до Кот-д'Івуара. M. albiventer живуть у вологих суданських і гвінейських саванах, що характеризуються річною кількістю опадів від 1000 до 1500 мм, та в галерейних лісах. Ведуть риючий спосіб життя. Живляться дрібними безхребетними.